# 450 v.Chr.
Het jaar 450 v.Chr. is een jaartal volgens de christelijke jaartelling. 

## Gebeurtenissen

### Europa
- De La Tène-periode sluit naadloos aan op de Hallstattcultuur en loopt door tot de Romeinse periode in de 1e eeuw v.Chr., de periodisering wordt gebruikt in Oost-Frankrijk, Zwitserland, Oostenrijk, België, Zuidwest-Duitsland, Tsjechië en Hongarije.
- De La Tène-periode wordt door klassieke auteurs geïdentificeerd als Keltoi (Κελτοι), de Kelten.

### Griekenland
- De Atheense vloot onder Kimon II legt een blokkade bij de havenstad Larnaca op Cyprus. De Perzische vlootbasis wordt belegerd en Kimon II sneuvelt tijdens het beleg.
- Protagoras emigreert van Abdera naar Athene.

### Italië
- De rebellenleider Ducetius wordt verslagen door het leger van Syracuse en Agrigento.
- In de Romeinse Republiek wordt de Twaalftafelenwet opgesteld door de decemviri legibus scribundis.

### Egypte
- Herodotus maakt een studiereis naar Opper-Egypte.

## Geboren
- Alcibiades (~450 v.Chr. - ~404 v.Chr.), Atheens staatsman en veldheer

## Overleden
- Kimon II (~510 v.Chr. - ~450 v.Chr.), Atheens politicus en vlootvoogd (60)
- Parmenides (~540 v.Chr. - ~450 v.Chr.), Grieks filosoof van Elea (90)